# 龍東 (博亞卡省)
龍東是哥倫比亞的城鎮，位於該國東北部，由博亞卡省負責管轄，始建於1904年10月24日，面積258平方公里，海拔高度1,904米，2005年人口2,934，人口密度每平方公里11.37人。
5°25′N 73°10′W / 5.417°N 73.167°W